# أوجستي جولبي
أوجستي جولبي بوش (مواليد 3 مايو 1972) هو مدرب كرة السلة إسباني ، عمل سابقاً كمدرب رئيسي لفريق نادي الزمالك لكرة السلة الزمالك وهو حاليا مدرب رئيسي لفريق النادي الاهلي المصري لكرة السلة منذ أغسطس 2021 .

## مشواره التدريبي
ولد أوجستي في برشلونة ، وبدأ مسيرته التدريبية مع سي بي كورنيلا كمساعد في عام 1995.
في ديسمبر 2020 ، وقع أوجستي مع نادي الزمالك المصري لموسم 2020-21.  كما قاد الفريق في الموسم الافتتاحي لدوري كرة السلة الأفريقي (BAL) ، وقاد الفريق إلى البطولة.  على هذا النحو، أصبح أوجستي أول مدرب على الإطلاق يفوز بلقب BAL.